# Морская собачка-павлин
Морская собачка-павлин (лат. Salaria pavo) — вид лучепёрых рыб из семейства собачковых.

## Описание
Длина тела до 11—13 см. Самцы обычно крупнее самок. Тело голое, веретенообразное, покрыто слоем густой слизи. Надглазничные выступы короткие и практически незаметные. Окраска самцов более яркая, чем самок. В целом окраска сверху тела желто-зеленоватая, с 6—7 вертикальными полосами синеватого цвета и светло-голубыми точками на боках и линиями сверху. За глазом находится черноватое пятно, которое окружено синеватым ободком и кольцом такого же цвета. Гребень на голове желтоватого цвета, с поперечной тёмно-зелёной полоской. Спинной и анальный плавник зеленоватого цвета, с более светлой, буроватой или голубоватой каймой.
На плавниках имеются небольшие шипы. Спинной плавник длинный, образован гибкими колючками и мягкими лучами. Хвостовой плавник отделён от спинного. Анальный плавник длинный. Брюшные плавники имеет скрытую в коже колючку. Грудные плавники практически достигают начала анального плавника, у молодых простираясь далее.
Профиль головы спереди закруглён, у самцов имеется гребень, идущий сверху от спинного плавника до глаз в виде выпуклой дуги. Зубы слабые, преимущественно расположенные в один ряд в виде гребёнки, по 26—32 зубов на верхней челюсти, и 19—24 зуба на нижней. При этом задние зубы иногда бывают изогнутыми и увеличенными в виде клыков.
Боковая линия расположена спереди в верхней части тела, изгибается над концом грудного плавника, далее проходит посередине тела.

## Ареал
Распространена в Средиземном море, в Восточной Атлантике от берегов Франции до Марокко, Босфор. Через Суэцкий канал проникла в Красное море. В Чёрном море не многочисленная, встречается только лишь у каменистых берегов Крыма, Кавказа, Турции, Болгарии и Румынии. Переносит опреснённую воду (в районе Севастополя обнаружена в устьевой части реки Чёрной). Также вид известен у острова Змеиный.

## Биология

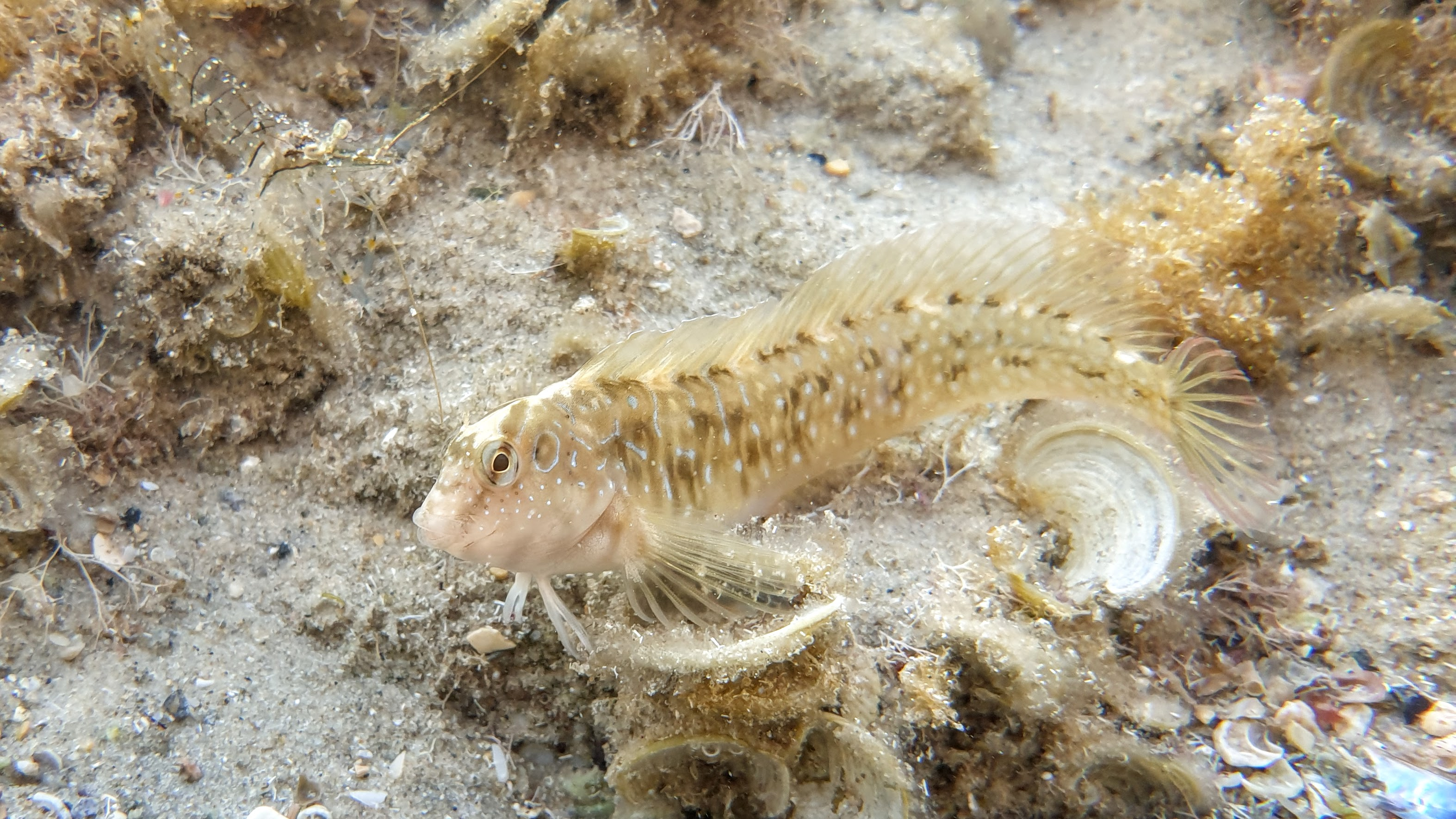
У берега Хайфы (Израиль)

Встречается на небольшой глубине (преимущественно 30—50 см) среди камней и гальки. У берега встречается практически круглогодично. Территориальная рыба, не отплывает далеко от выбранного участка обитания. Движется змееобразно, извиваясь всем телом. Период размножения выпадает на май — июль. Самцы устраивают гнездо под камнями или в трещинах и углублениях. В него икру откладывают сразу несколько самок. Самец охраняет икру. Питаются донными беспозвоночными, предпочитая моллюсков, а также ракообразными, икрой других рыб, водорослями, органическими остатками.